# Università del Teatro Eurasiano
L'Università del Teatro Eurasiano una delle più importanti realtà di teatro internazionale,“Università del Teatro Eurasiano”, istituzione fondata e diretta da Eugenio Barba, maestro riconosciuto del teatro del Novecento e dallo staff scientifico del  International School of Theatre Anthropology (ISTA), dal 1995 svolge le sue sessioni annuali in Calabria, grazie al consolidato rapporto con il Teatro Proskenion e i suoi componenti. Ciò che rende questa sede un rinomato polo europeo per l’apprendimento e perfezionamento teorico e pratico in arti sceniche è la presenza, rarissima, di numerosi esperti, italiani e stranieri, delle diverse discipline legate al teatro in un unico luogo di ricerca e formazione.
Oltre ad essere un qualificato punto di riferimento per tutti coloro che seguono la formazione in ambito teatrale, l’ Università del Teatro Eurasiano (archiviato dall'url originale il 7 febbraio 2022). persegue l’obiettivo, attraverso il campo specifico dell’Antropologia e del Folklore, di valorizzare una tradizione culturale millenaria, quella del sud, da tempo abituata ad essere lontana dai circuiti che promuovono la cultura e il professionismo. In questo modo la Calabria è diventata sinonimo di cardine di ricerca e formazione.
Un lavoro affermato che negli anni che ha saputo unire la peculiarità del sud come crocevia di popoli e culla di cultura alle Discipline Scientifiche più affermate nel campo degli studi internazionali: prima fra tutte, l’Antropologia Teatrale, Scienza che dal 1995, con il riconoscimento delle Accademie e Università di tutto il mondo, oltre che dall’Unesco, rivolge la sua ricerca al Teatro Eurasiano.
Eurasiana è la dimensione che riscopre principi comuni nell’arte scenica di tempi e luoghi diversi, oltrepassando i confini tracciati dall’uomo. Oltre ad essere un modo di guardare alle preziose identità del sud, lontano dai tradizionali luoghi di “consumo” del teatro, questo modo di estendere la ricerca alla realtà più vera della tradizione folklorica e storica diventa ponte fra culture diverse. È questo che avvicina il passato della cultura al presente delle esperienze e al futuro delle giovani generazioni di ogni paese: in questi anni gli studiosi si sono soffermati sulle motivazioni, sulla ricerca dell’autonomia e sulla necessità, sul rigore del mestiere che accomuna le maggiori realtà teatrali dei cinque continenti. Hanno invitato ad esplorare temi da cui molte delle generazioni scoprono di aver tratto nutrimento e in cui trovano radici comuni, con cui crescere nella propria realtà.
A sottolineare i nodi che si creano e si moltiplicano nel dialogo tra generazioni e realtà diverse, in questi anni l’Università del Teatro Eurasiano è stata un punto di passaggio per numerose alleanze di teatro:  Farfa., famoso gruppo nord Europeo, il  Magdalena Project., rete femminile nordeuropea che oltre ad importanti traguardi nel mondo della comunicazione e delle arti ha condotto alla creazione di nuove strutture e al confronto sulle metodologie di lavoro in molti paesi, il Séptimo, fondatore di un avanzato centro di ricerca nel cuore dell’America Latina,  Panaceia, rete Brasiliana con uno spiccata attività nell’ambito sociale e Linea Trasversale, la rete di teatro nata proprio a Scilla e che a Scilla continua ad incontrarsi e a crescere. Decine di rappresentanti di queste reti di teatro, spesso con ambite borse di studio nazionali, hanno rappresentato la presenza più giovane accanto ai maestri, e la loro costante presenza è indice dell’inserimento conclamato della Calabria nel tessuto di comunicazione profonda delle attività nazionali di numerosi paesi.
Dal 1996 al 2010, le sessioni dell'Università del Teatro Eurasiano sono state organizzate dal  Teatro Proskenion. con il coordinamento di Maria Ficara e Claudio La Camera.